# Theodor Schacht (Pädagoge)
Theodor Schacht (* 7. Dezember 1786 in Braunschweig; † 10. Juli 1870 in Darmstadt) war ein deutscher Pädagoge und Schulpolitiker.

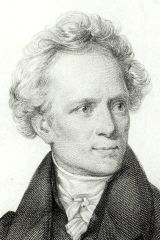
Theodor Schacht (1786–1870), deutscher Schulmann, Pädagoge und liberaler Abgeordneter in Hessen

## Leben
Johann Jakob Theodor Hagemann wurde im Dezember 1786 als unehelicher Sohn von Elisabeth Philippine Hagemann (1746–1809) geboren. Es gilt heute als sicher, dass der Vater Herzog Karl Wilhelm Ferdinand von Braunschweig-Wolfenbüttel war. Anfang November 1805 heiratete Elisabeth Hagemann den invaliden Ingenieur und Artillerieleutnant Anton Ferdinand Schacht, der Theodor als seinen Sohn anerkannte. Seit einer Verfügung des Herzogs vom 24. November 1805 trug Theodor seither den Nachnamen Schacht.
Theodor Schacht besuchte zunächst eine Freischule und danach die herzogliche Katharinenschule in Braunschweig. Die Finanzierung des Abiturs wurde durch eine Hauslehrertätigkeit im Pfarrhaus von Karl Ludolf Friedrich Lachmann in Braunschweig sowie im Hause des holländischen Generals von Stamford ermöglicht. Nach dem Abitur studierte er zunächst Theologie an der Universität Helmstedt. Zu Beginn des Sommersemesters 1807 ging er nach Göttingen, wo er zu den Fächern Geschichte, Philosophie und Pädagogik wechselte. Zusammen mit seinem Schulfreund Friedrich Konrad Griepenkerl wurde er von den Lehren von Johann Friedrich Herbart beeinflusst, der 1806 seine „Allgemeine Pädagogik“ vorgelegt hatte. Nach der Promotion 1808 nahm er eine Hauslehrerstelle in Rohrsheim bei Hornburg im Halberstädtischen beim dortigen Pfarrer Heinrich Rudolf Cherubim an, dessen Sohn Karl August Cherubim und Töchter Wilhelmine und Hannchen er unterrichtete.

### Ifferten – Hofwil – Mainz
Im Herbst 1810 ging er auf Vermittlung seines Freundes Friedrich Konrad Griepenkerl an die berühmte Lehranstalt von Johann Heinrich Pestalozzi nach Ifferten, wo er eine Stelle als Geschichtslehrer erhielt. Die Zeit bei Pestalozzi gilt als prägend, da er hier seine pädagogischen Anschauungen und Grundsätze weiterentwickelte. Insbesondere führte Schacht den Geschichtsunterricht in das Bildungsprogramm ein. Später übernahm Schacht auch den Geographieunterricht in der mit dem Pestalozzi’schen Institut verbundenen Töchterschule. In dieser Zeit entwickelten sich lebenslange Freundschaften u. a. zu Karl Justus Blochmann, der acht Jahre in Ifferten unterrichtete.
Im Mai 1813 verließ Theodor Schacht die Anstalt und verbrachte als Intendantur-Sekretär ein freiwilliges Kriegsjahr in der preußischen Armee unter August Neidhardt von Gneisenau. Nach der Verabschiedung aus der Armee nahm er im Herbst 1814 eine Stelle als Geschichtslehrer an der Philipp Emanuel von Fellenbergs landwirtschaftlichen Schule in Hofwil an, wo seit 1808 sein Freund Griepenkerl tätig war. Seine Ansichten über die politische Situation in Deutschland veröffentlichte er 1814 anonym und ohne Ortsangabe unter dem Titel Der Schneidewall. Ein freies Gespräch über uns. Bedeutsam für seinen weiteren beruflichen Lebensweg wurde die Bekanntschaft zu dem Lehrerkollegen Wilhelm Friedrich Hesse (1789–1841) aus Darmstadt, der die Lehranstalt 1815 in Richtung Darmstadt verließ.
Zum 1. Januar 1818 übernahm Schacht eine Stelle als Professor für Geschichte und stellvertretender Direktor am Großherzoglichen Gymnasium zu Mainz. Nebenbei hielt er in Mainz öffentliche Vorlesungen zu geschichtlichen Themen, die ein großes Publikum fanden. Auf Anregung von Wilhelm Friedrich Hesse verlieh ihm die Philosophische Fakultät der Landesuniversität Gießen 1823 den Ehrendoktortitel. Außerdem betätigte er sich als Theaterkritiker. 1832 unterstützte er als Sekretär der Kommission zur Errichtung des Gutenberg-Denkmals dieses Vorhaben.
Bereits 1831 war in dem Mainzer Verlag Kunze sein wohl wichtigstes Lehrbuch der Geographie alter und neuer Zeit mit besonderer Rücksicht auf die politische und Kultur-Geschichte erschienen, das trotz der 500 Seiten große Resonanz erfuhr und zu seinen Lebzeiten insgesamt sieben Auflagen erreichte.
Aufgrund von Auseinandersetzungen über grundlegende pädagogische und didaktische, aber auch konfessionelle Fragen mit seinem Vorgesetzten, dem Jesuiten und Rektor Georg Reiter, ließ sich der Protestant Schacht zum September 1832 vorzeitig pensionieren. Schacht war es trotz intensiver Bemühungen nicht gelungen, die Dominanz der sprachlichen Fächer zurückzudrängen und den Fächern Geschichte und Geographie eine höhere Bedeutung zu verschaffen. Außerdem war das Wiedererstarken des Mainzer Katholizismus nach 1830, insbesondere aber nach dem Hambacher Fest von 1832, unübersehbar.

### Darmstadt
Noch im selben Jahr wurde er Vertreter des Bezirks Osthofen in der Zweiten Kammer des Landtags des Großherzogtums Hessen in Darmstadt. Schacht war im Landtag Mitglied im dritten Ausschuss, der sich um das Petitionsrecht kümmerte, und ein Fürsprecher der Politik von Ministerpräsident Karl du Thil. Dabei fand er vielfach Unterstützung u. a. bei Justin von Linde, dem Mitglied des Staatsrates und Geheimer Regierungsrat im Ministerium des Innern und der Justiz. Dadurch verabschiedete er sich von seiner liberaleren Haltung in früheren Jahren. Am 8. November 1833, sechs Tage nach der Auflösung des Landtages, wurde Schacht zum Oberstudienrat ernannt und im Januar 1834 Referent in der Schulverwaltung. Er wurde Mitglied im Oberschulrat, in dem auch sein Freund Wilhelm Hesse sowie Julius Karl Friedrich Dilthey mitwirkten. In dieser Funktion konnte Schacht Einfluss nehmen auf den Umfang der Realien in den Gymnasien.
Im Oktober 1834 wurde er zudem mit Unterstützung von Oberschulinspektor Wilhelm Hesse zum Direktor der Realschule Darmstadt bestellt. In dieser Funktion wirkte er auf die Aufwertung der Technischen Schule zur Höheren Gewerbeschule Darmstadt, eine Vorgängereinrichtung der späteren TH Darmstadt hin. Schacht trat für die Gleichberechtigung der Realschulen mit den humanistischen Lehranstalten ein. Ähnlich wie Justus von Liebig setzte sich Schacht intensiv und öffentlich für die Förderung des Real- und Gewerbeschulwesens ein. Seine Eröffnungsrede zur Einweihung des neuen Gebäudes der Höheren Gewerbeschule am Kapellplatz am 19. Dezember 1844 mit dem Titel Die Realbildung und das heutige Zeitalter gilt als sein zentrales Vermächtnis.
Im Dezember 1846 wurde Theodor Schacht aus gesundheitlichen Gründen pensioniert. In der Folgezeit zog er sich weitgehend ins Privatleben zurück, nahm aber weiterhin am politischen und kulturellen Leben der Stadt teil. Die Familie Schacht wohnte in der Wilhelminenstraße in Darmstadt. Er starb am 10. Juli 1870 in Darmstadt im Alter von 83 Jahren.

### Familie
Schacht war seit 1818 mit seiner ehemaligen Schülerin Emilie geb. Stephanie aus Aarau verheiratet. Aus dieser Verbindung sind fünf Kinder hervorgegangen. Die älteste Tochter Ottilie Schacht (* 1821 in Mainz) war seit 1840 mit dem Chemiker Friedrich Moldenhauer verheiratet. Wilhelm Schacht (geb. 1836) wurde Arzt und übersiedelte nach Aarau. Louise Schacht war mit dem Darmstädter Zündholzfabrikanten Carl Walger verheiratet. Die Tochter Emilie starb bereits früh, Rosa wanderte wie der Bruder Wilhelm in die Schweiz aus.

## Ehrungen
- 1823: Ehrendoktorwürde der Universität Gießen
- 1846: Ritterkreuz des Verdienstordens Philipps des Großmütigen

## Veröffentlichungen
- 1814: Der Schneidewall, ein freies Gespräch über uns. erschienen unter dem Pseudonym Fodina (lat. Grube oder Schacht).
- 1821: Ueber Ottokar Horneck's Reimchronik.
- 1824: Der Reichstag zu Worms nebst Gedanken über die Reformation.
- 1828: Ueber Unsinn und Barbarei in der heutigen deutschen Literatur.
- 1831: Lehrbuch der Geographie alter und neuer Zeit mit besonderer Rücksicht auf die politische und Kultur-Geschichte. Mainz.
- 1833: Kleine Schulgeographie.
- 1834: Der Liberalismus auf dem merkwürdigen Landtage zu Darmstadt 1833.
- 1836: Ueber Zweck und Einrichtung der neu gegründeten Großh. Real- und höheren Gewerbschule zu Darmstadt. Darmstadt.
- 1839: Beleuchtung der Dilthey'schen Schrift über das Verhältniß der Real- und Gewerbschulen zu den Gymnasien.
- 1843: Ueber Zweck und Einrichtung der höheren Gewerbeschule des Großherzogthums Hessen und der damit verbundenen Realschule zu Darmstadt. Darmstadt.
- 1845: Die Realbildung und das jetzige Zeitalter.
- 1866: Ueber die Tragödie Antigone nebst einem vergleichenden Blick auf Sophokles und Shakespeare; Was ist aus Deutschland geworden?